# Великі Яуші
Великі Я́уші (рос. Большие Яуши, чув. Мăн Явăш) — присілок у складі Вурнарського району Чувашії, Росія. Адміністративний центр Великояуського сільського поселення.
Населення — 557 осіб (2010; 668 у 2002).
Національний склад:
- чуваші — 100 %

В присілку народився Герой Радянського Союзу Ашмаров Федір Іванович (1897-1944).